# ديفيد فابر (صحفي)
ديفيد فابر (بالإنجليزية: David Faber)‏ هو صحفي أمريكي، ولد في 10 مارس 1964.

## وصلات خارجية
- الموقع الرسمي
- ديفيد فابر على موقع IMDb (الإنجليزية)
- ديفيد فابر على موقع إن إن دي بي (الإنجليزية)
- ديفيد فابر على موقع قاعدة بيانات الفيلم (الإنجليزية)